# Nikolay Kovalev
Pour les articles homonymes, voir Kovalev.
Nikolaï Anatolievitch Kovalev (en russe : Николай Анатольевич Ковалёв), né le 28 octobre 1986 à Orenbourg, est un escrimeur russe pratiquant le sabre.
Après avoir gagné une médaille de bronze par équipe lors des championnats du monde de 2006 à Turin, Kovalev remporte l'or dans l'épreuve de sabre par équipe aux championnats du monde 2010 en battant l'Italie par 45 touches à 41. Il remporte ce titre avec ses coéquipiers Alexey Yakimenko, Artem Zanin et Veniamin Reshetnikov.

## Palmarès
- Jeux olympiques
  -  Médaille de bronze au sabre individuel aux Jeux olympiques de 2012 à Londres

- Championnats du monde d'escrime
  -  Médaille d'or en individuel aux Championnats du monde d'escrime 2014 à Kazan
  -  Médaille d'or par équipes aux Championnats du monde d'escrime 2013 à Budapest
  -  Médaille d'or par équipes aux Championnats du monde d'escrime 2011 à Catane
  -  Médaille d'or par équipes aux Championnats du monde d'escrime 2010 à Paris
  -  Médaille d'argent en individuel aux Championnats du monde d'escrime 2013 à Budapest
  -  Médaille de bronze par équipes aux Championnats du monde d'escrime 2006 à Turin

## Sources
- Résultats de Nikolay Kovalev